# Metsanurga (Kiili)
Metsanurga – wieś w Estonii, w prowincji Harju, w gminie Kiili.

## Natura
Przez wieś przepływa rzeka Angerja.